# Megaphorus minutus
Megaphorus minutus är en tvåvingeart som först beskrevs av Macquart 1834.  Megaphorus minutus ingår i släktet Megaphorus och familjen rovflugor. Inga underarter finns listade i Catalogue of Life.